# Nitocra uenoi
Nitocra uenoi är en kräftdjursart som beskrevs av Michiya Miura 1962. Nitocra uenoi ingår i släktet Nitocra och familjen Ameiridae. Inga underarter finns listade i Catalogue of Life.